# Achilles (motorfiets)
Achilles is de naam van een Tsjechisch motorfietsmerk waarvan de eigenaren na de Tweede Wereldoorlog in Duitsland opnieuw begonnen.

## Achilles (Oostenrijk-Hongarije)
A. Schneider & Co., Fahrrad & Motorfahrzeugenfabrik, Ober-Politz a.d. Nordbahn (1906-1912).
Tsjechisch (maar in die jaren nog Oostenrijk-Hongaars) motormerk dat oorspronkelijk 3½- en 5 pk motorfietsen bouwde met Fafnir- en Zeus-inbouwmotoren. De fietsproductie ging tot 1914 door.

## Achilles (West-Duitsland)

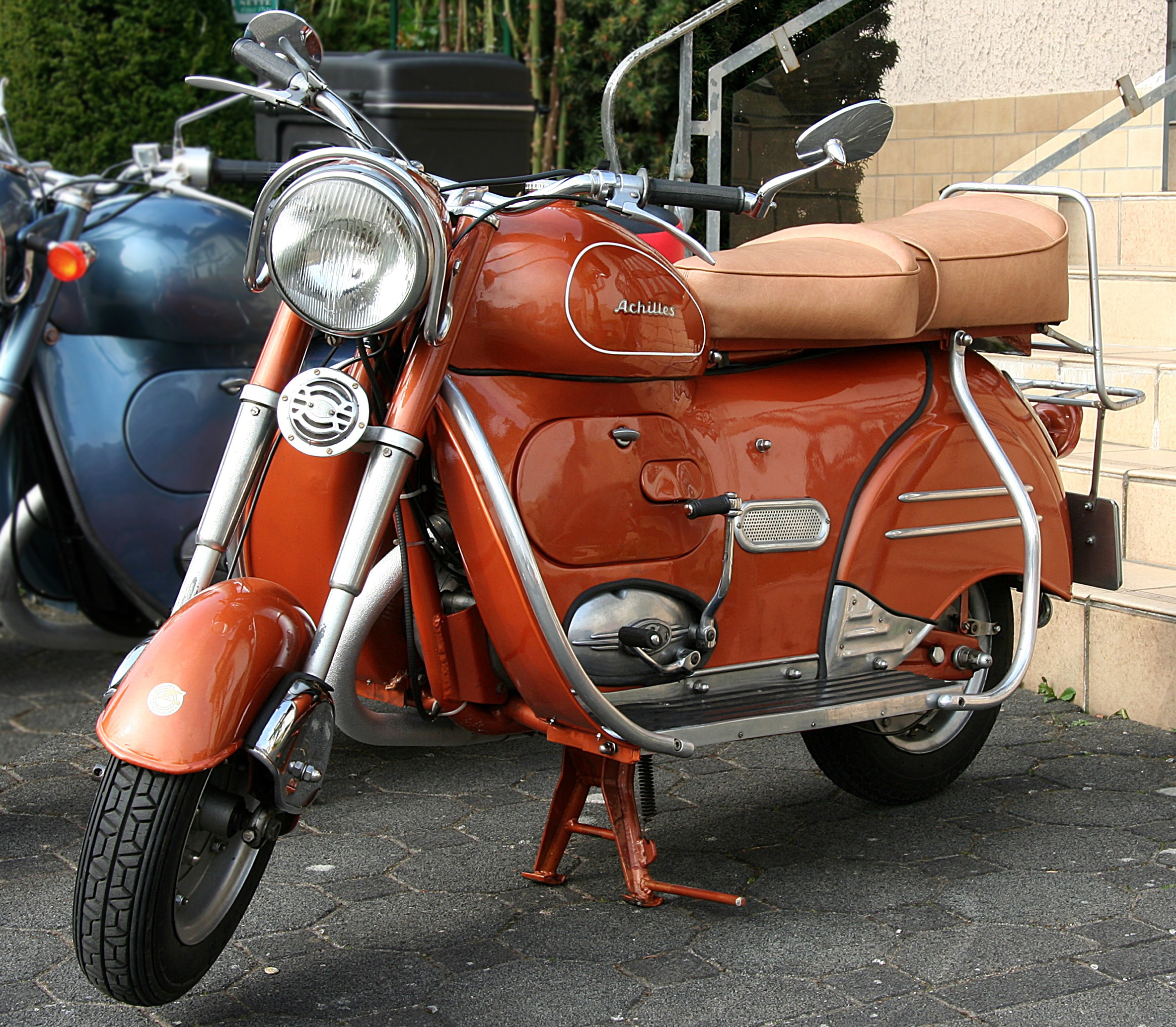
Achilles 175 Sport uit 1955

Achilles Werke, Weikert & Co., Wilhelmshafen-Langewerth (1953-1957).
De bezitters van de oorspronkelijk Tsjechische Achilles fabriek die naar Duitsland waren geëmigreerd begonnen in 1953 met de productie van scooter-achtige motoren met 147- en 174 cc Sachs-motoren.
Later werden ook sportieve bromfietsen gebouwd, waaronder Nederlandse Germaan-modellen die in licentie werden gemaakt. De productiemiddelen gingen bij de sluiting in 1957 naar Norman in Engeland. Zodoende kwam de Germaan Capri ook als Norman Nippy op de markt.